# 5e brigade de la Garde nationale
Pour les articles homonymes, voir 5e brigade.
La 5e brigade de la Garde nationale est une brigade de la Garde nationale de l'Ukraine qui fait partie du Commandement opérationnel est, stationnée à Kharkiv et fait partie du Commandement opérationnel est; elle porte le no 3005 et le nom de Slobodienne.

## Historique
La brigade a été créée sur la base la 5e brigade de convoi distincte ukrainienne qui faisait la suite de la 20e brigade de convoi distincte le 2 janvier 1992.
L'unité est engagée lors de l'invasion de l'Ukraine par la Russie en 2022 où elle défend le secteur de Kharkiv. Elle est également employée lors de la contre-offensive de Kharkiv où elle participe à la libération de plusieurs communes au nord de l'oblast. Elle est ensuite déployée lors de la bataille de la forêt de Serebryansky en 2023. À partir de mai 2024, elle est renvoyée au nord de Kharkiv pour repousser l'la nouvelle offensive russe en cours.

## Composition

### Structure
- QG de la brigade
- 1er bataillon de garde
- 2e bataillon de garde
- 3e bataillon de garde

### Matériels
La brigade est équipée de véhicules de comabt d'infanterie BMP-3 et BMP-1, de blindés de transports de troupes BTR-4, BTR-70 et blindés légers Varta.

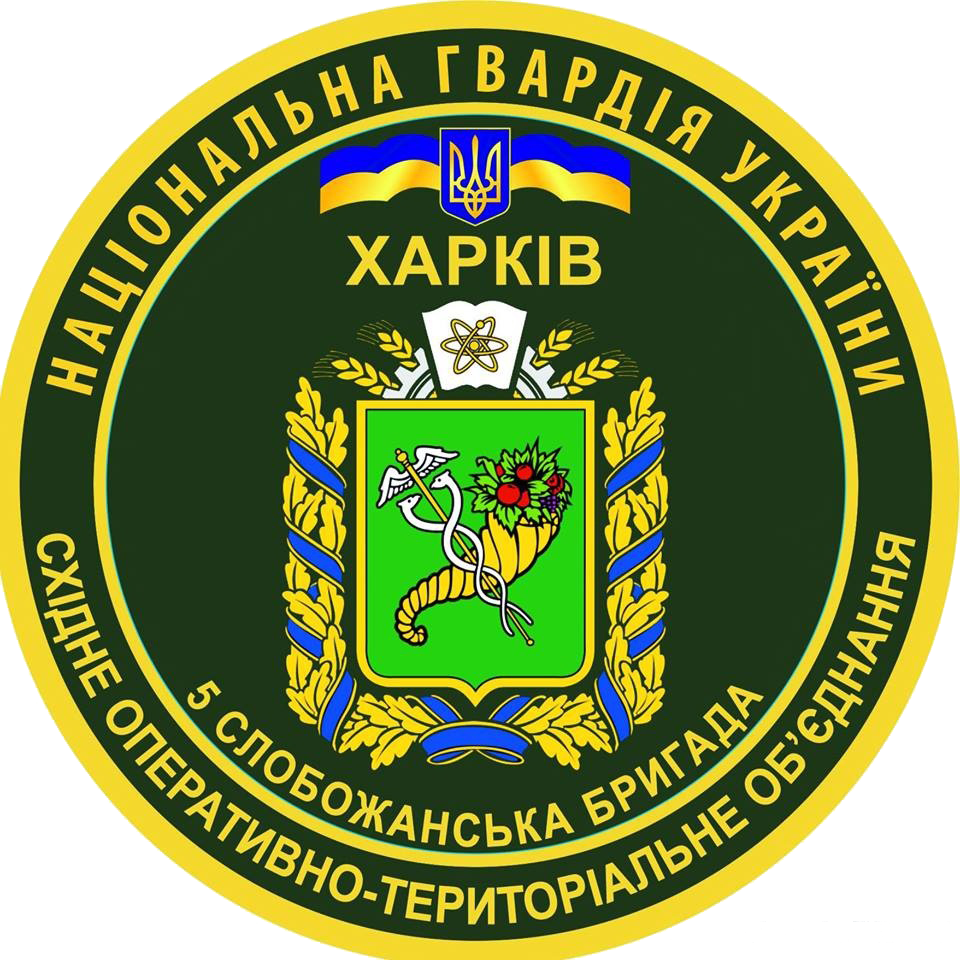
Ancien insigne de la brigade.